# Ålandskommittén
Ålandskommittén var en grupp ålänningar i Helsingfors som bildades i samband med Finlands självständighet i december 1917. Gruppen förespråkade att Åland skulle få självstyre men förbli en del av Finland, som motvikt till Ålandsrörelsen som ville att ögruppen skulle anslutas till Sverige.
Kommittén grundades våren 1918 under Finska inbördeskriget av arkitekterna Lars Sonck och Bertel Jung samt arkeologen Björn Cederhvarf. Medlemmarna hade lång erfarenhet av Åland, bland annat genom Föreningen Ålands Vänner. De ansåg att ögruppens framtid och det svenska språket bäst kunde tryggas genom att Åland stannade i Finland med utökade rättigheter.
Eftersom ingen färdig modell för självstyrelse fanns utformade kommittén ett eget förslag. Två av grundarna var arkitekter och vana att omsätta idéer i praktiska lösningar. En central utmaning var att övertyga den finska staten om att självstyrelse även skulle vara till fördel för Finland.
I april 1918 anslöt Reinhold Hausen, L.W. Fagerlund och Arthur Tollet, som blev ordförande.

## Första promemorian till finska myndigheter
Den 14 maj 1918 lämnade kommittén sin första promemoria till minister Alexander Frey i Självständighetssenaten. Förslaget omfattade:
1. Särskilt län med en på Åland bosatt landshövding.
2. Självbestämmande inom flera områden.
3. Svenska som officiellt språk och krav på fullständig språkkunskap i svenska för ämbetsmän.
4. Värnplikt endast i flottan med svenskt kommandospråk.
5. Förbättrade kommunikationer till sjöss och på land, inklusive ångbåtsförbindelser till Åbo och Stockholm samt planerad spårväg på Åland.
6. Fördelning av småbrukarlägenheter från kungsgårdar.
7. Fullständigt läroverk med jordbruks- och yrkesskola.

Frey erbjöd därefter Tollet posten som landshövding i det nybildade Ålands län, vilket denne avböjde. William Isaksson utsågs i juni 1918.

## Hösten 1918
Under hösten tillkom Otto Andersson, Ragnar Numelin och Jim Östling. Arbetet med promemorian fortsatte, men regeringens fokus låg på internationella förhandlingar om Ålands befästningar. Den 21 december 1918 skickade kommittén en ny skrivelse där man betonade behovet av självförvaltning, språkliga garantier, lättnader i värnplikten och satsningar på kommunikationer, jordbruk, utbildning, socialvård och amnesti.

## Våren 1919
I januari 1919 tillsattes en statlig kommitté för att föreslå åtgärder som kunde förbättra situationen på Åland. Flera medlemmar från Ålandskommittén deltog, bland dem Bertel Jung och L.W. Fagerlund. Förslag lades fram om amnesti för krigsvägrare, förbättrade kommunikationer och start av fiskeriskola. Samma år påbörjades utgivningen av veckotidningen Ålands Posten med Andersson som chefredaktör.

## Fredskonferensen i Paris 1919
När Carl Enckell deltog i fredsförhandlingarna i Paris skickades Östling som representant för Ålandskommittén. Han övertygade Enckell och utrikesminister Rudolf Holsti om självstyrelsens fördelar. Efter att Georges Clemenceau uttalat sig till Sveriges fördel hösten 1919 ökade trycket på Finland. Tulenheimokommittén fick i uppdrag att ta fram ett lagförslag om självstyrelse med medlemmar från Ålandskommittén.

## Självstyrelselagen 1920
Tulenheimokommittén lämnade sitt förslag den 3 december 1919. Lagen antogs den 6 maj 1920 i en urvattnad form jämfört med ursprungsförslaget. Ålandsrörelsen förkastade lagen, vilket bidrog till att frågan togs upp i Nationernas förbund.

## Nationernas förbunds beslut
En rapportörskommission föreslog 1921 att Åland skulle tillhöra Finland men få självstyrelse enligt Ålandskommitténs ursprungliga förslag. Beslutet antogs den 24 juni 1921.

## Medlemmar
Följande personer var medlemmar i kommittén under olika perioder:
- Ursprungsmedlemmar
  - Lars Sonck – arkitekt.
  - Bertel Jung – arkitekt; sekreterare i kommittén.
  - Björn Cederhvarf – arkeolog.
- Andra omgången (april 1918)
  - Reinhold Hausen – historiker.
  - L.W. Fagerlund – läkare.
  - Arthur Tollet – doktor; ordförande.
- Tredje omgången (hösten 1918)
  - Otto Andersson – professor; chefredaktör för Ålands Posten.
  - Ragnar Numelin – diplomat.
  - Jim Östling – kemist.
- Fjärde omgången (februari 1919)
  - Johannes Holmberg – lots.
  - Johan Wennström – sjökapten.
  - Fridolf Sundberg – bonde.
  - G.S. Gustafsson – sjökapten.